# ATOH1
ATOH1 (Protein atonal homolog 1) — белок, кодируемый геном человека ATOH1.

## Функции
Белок принадлежит к семейству BHLH факторов транскрипции. Активирует E-box зависимую транскрипцию. ATOH1 участвует в формировании нейрональных и не нейрональных типов клеток. Генетическая делеция ATOH1 показала, что этот фактор транскрипции необходим для развития мозжечковых гранулярных нейронов, волосковых клеток внутреннего уха, промежуточных нейронов в спинном мозге, клеток Меркеля в коже, секреторных клеток кишечника (бокаловидных клеток, энтероэндокринных клеток и клеток Панета).
Считается частью сигнального пути Notch.